# آلوئیس شوهلیک
آلوئیس شوِهلیک (به چکی: Alois Švehlík؛‏ ۳۰ ژوئیهٔ ۱۹۳۹ – ۲ آوریل ۲۰۲۵) بازیگر اهل جمهوری چک بود. وی از سال ۱۹۷۲ میلادی تا پایان عمر خود، مشغول فعالیت بود.
از جمله فیلم‌ها یا برنامه‌های تلویزیونی‌ای که وی در آن‌ها نقش داشته‌است، می‌توان به بوته سوزان، رؤیاهای ممنوعه، عملیات سیلور ای و مرد جوان و موبی دیک اشاره کرد.

## مرگ
آلوئیس شوهلیک در ۲ آوریل ۲۰۲۵، در سن ۸۵ سالگی در پراگ، جمهوری چک درگذشت.